# Сантарен (Португалия)
Сантарен (порт.  Santarém; [sɐ̃tɐˈɾɐ̃ĩ]) — город в Португалии, центр одноимённого округа и муниципалитета, центр исторической провинции Рибатежу. Численность населения — 28,9 тыс. жителей (город), 63,6 тыс. жителей (муниципалитет). Город и муниципалитет входит в экономико-статистический регион Алентежу и субрегион Лезирия-ду-Тежу. По старому административному делению входил в провинцию Рибатежу. Город назван по имени святой Ирины Томарской, которая является покровительницей города.

## Расположение
Город расположен на правом берегу Тежу, в 65 км к северо-востоку от Лиссабона.
Муниципалитет граничит:
- на севере — муниципалитеты Порту-де-Мош, Алканена, Торреш-Новаш
- на востоке — муниципалитеты Голеган, Шамушка
- на юго-востоке — муниципалитеты Алпиарса, Алмейрин
- на юге — муниципалитет Карташу
- на юго-западе — муниципалитет Азамбужа
- на западе — муниципалитет Риу-Майор

## Население
| Население муниципалитета Сантарен (1801—2004) | Население муниципалитета Сантарен (1801—2004) | Население муниципалитета Сантарен (1801—2004) | Население муниципалитета Сантарен (1801—2004) | Население муниципалитета Сантарен (1801—2004) | Население муниципалитета Сантарен (1801—2004) | Население муниципалитета Сантарен (1801—2004) | Население муниципалитета Сантарен (1801—2004) | Население муниципалитета Сантарен (1801—2004) |
| --------------------------------------------- | --------------------------------------------- | --------------------------------------------- | --------------------------------------------- | --------------------------------------------- | --------------------------------------------- | --------------------------------------------- | --------------------------------------------- | --------------------------------------------- |
| 1801                                          | 1849                                          | 1900                                          | 1930                                          | 1960                                          | 1981                                          | 1991                                          | 2001                                          | 2004                                          |
| 37 304                                        | 15 425                                        | 41 994                                        | 54 701                                        | 63 777                                        | 62 896                                        | 62 621                                        | 63 563                                        | 64 124                                        |

## История
Город основан в 1095 году.
Древнее поселение на месте современного Сантарена существовало уже в VIII веке до н. э. В 138 году до н. э. территория была захвачена римлянами, и город получил название Scalabis. В период римского господства Scalabis был одним из важнейших административных центров провинции Лузитания. После завоевания аланами и вандалами название города было изменено на Santa Iria или Santa Irene (святая Ирина), от которого и происходит современное португальское название. В 715 году город был захвачен маврами. Возвращен под юрисдикцию португальского короля Дона Афонсу Энрикеша в 1147 году. Город играл важную роль в средневековой Португалии. Здесь проходили кортесы. Король Фернанду I (1345—1383) был похоронен здесь в францисканском монастыре. Город серьёзно пострадал в результате землетрясения в 1755 году. Современный Сантарен получил статус города (порт. cidade) в 1868 году. В начале XIX века был захвачен и разграблен войсками Наполеона.

## Достопримечательности
- Церковь святой Ирины

## Фотогалерея

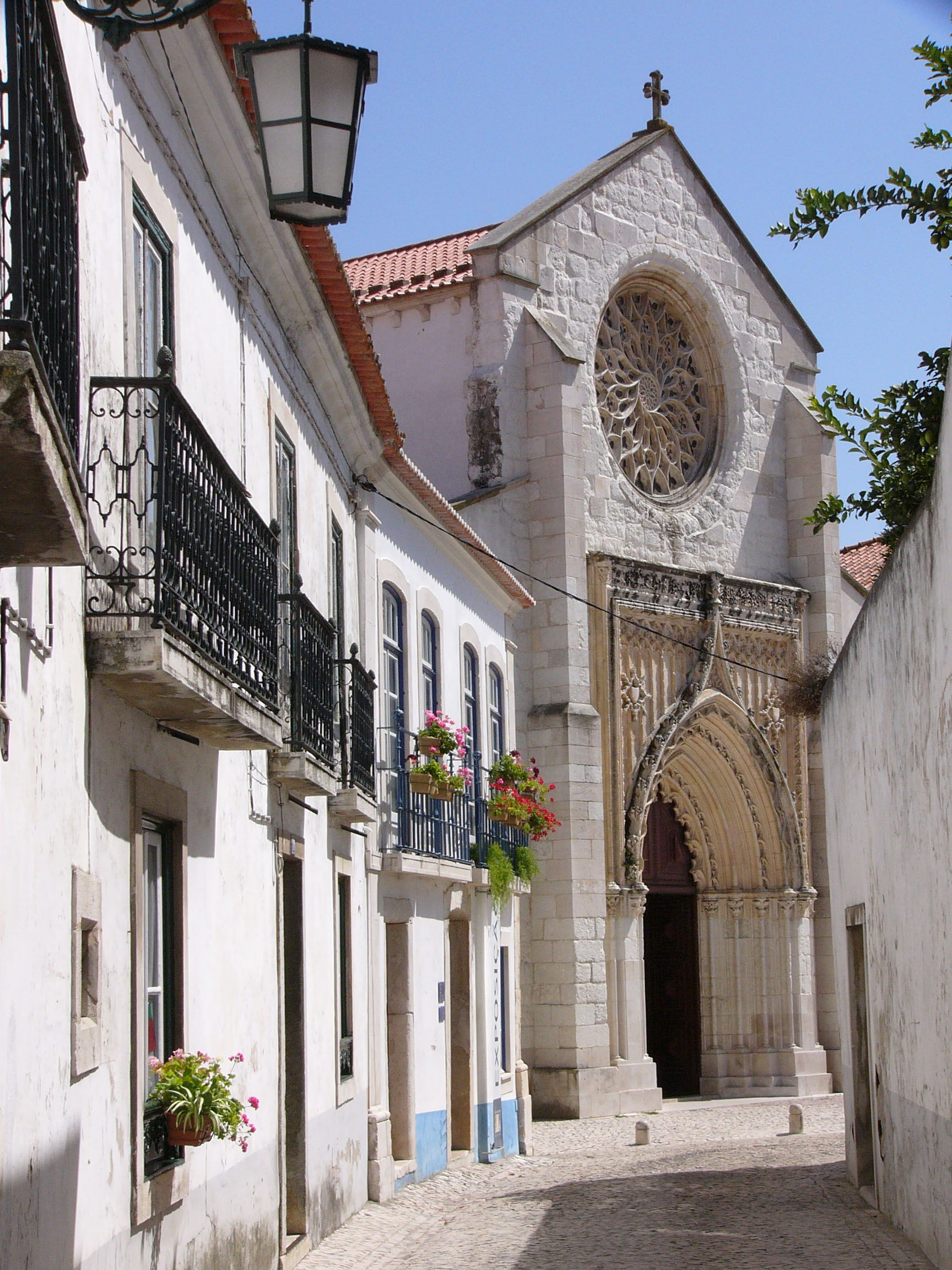
Церковь Граса
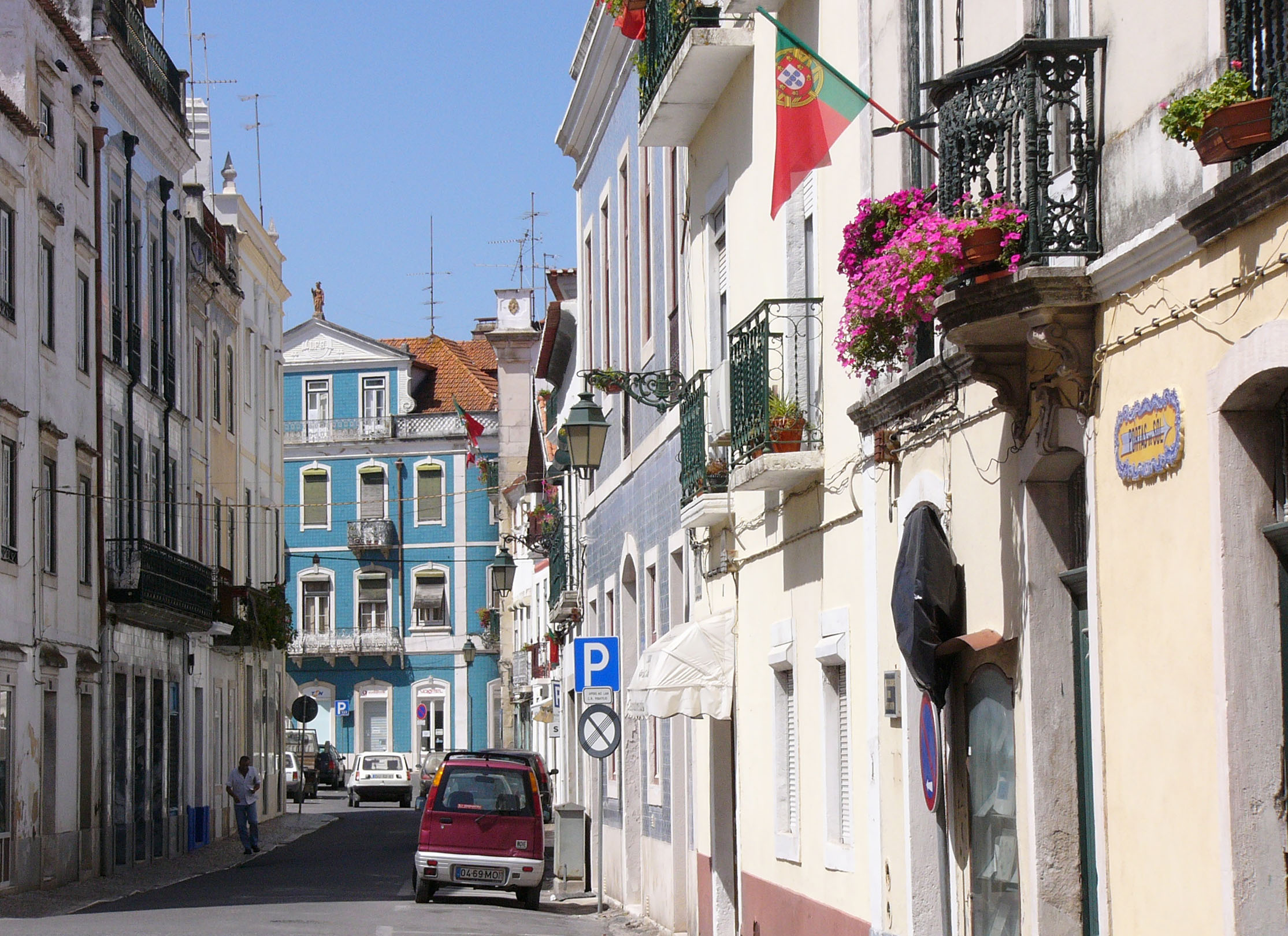
Улицы города
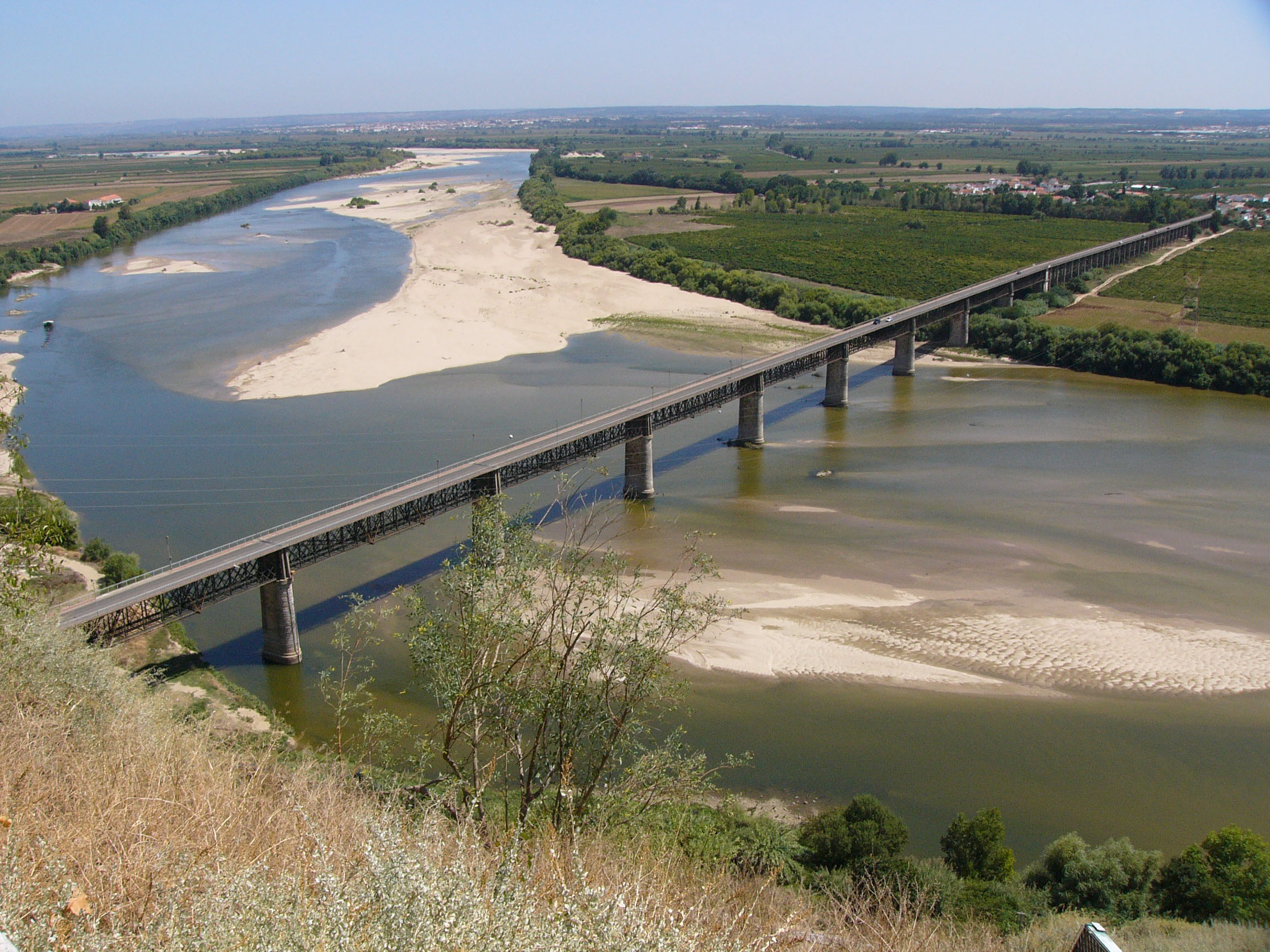
Мост через реку Тежу
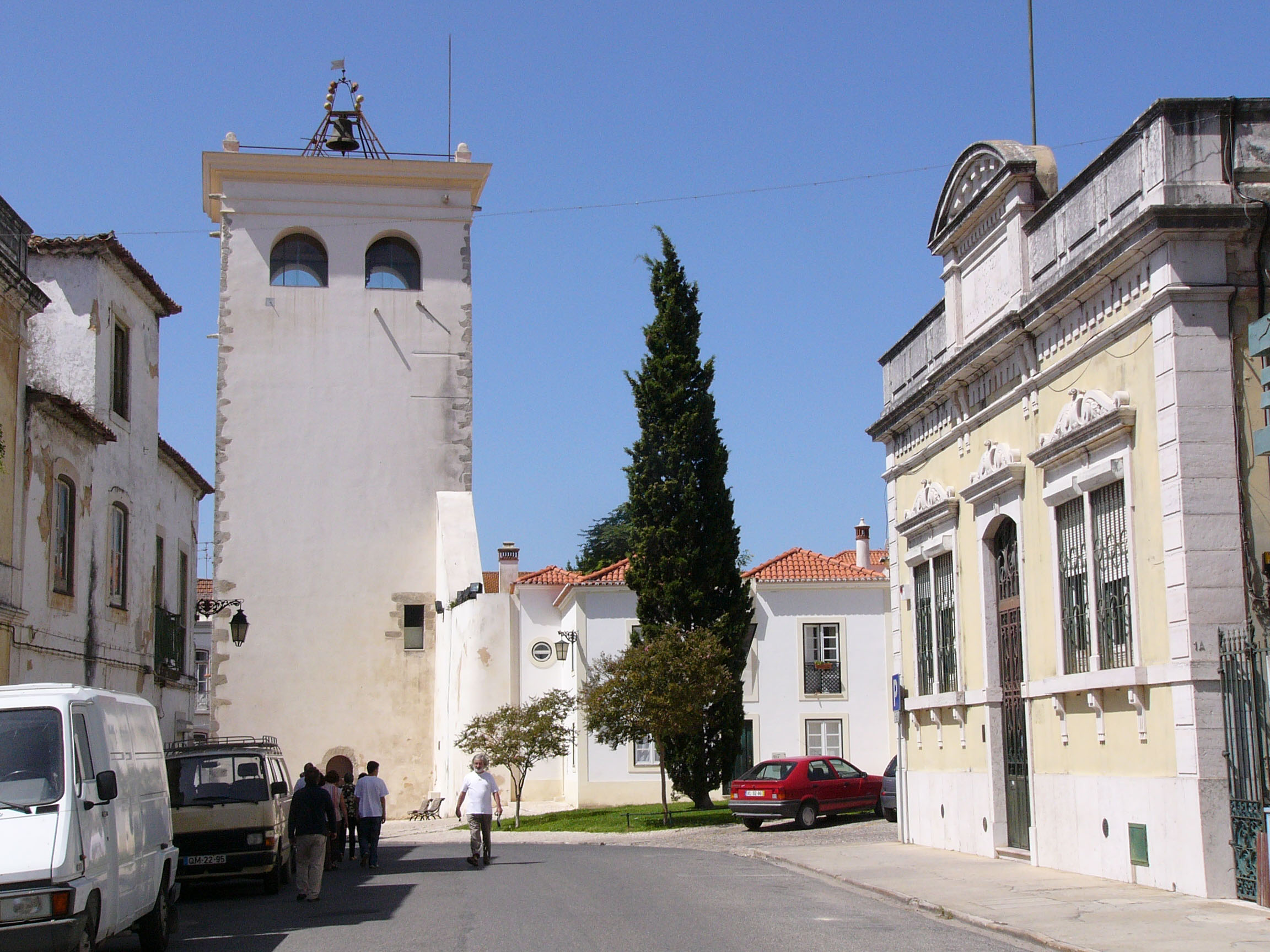
Башня Кабасаш